# Debris
Debris (Resturile) este un serial de televiziune științifico-fantastic care a avut premiera la 1 martie 2021 pe canalul NBC. Serialul, produs de Universal Television și Legendary Television, a fost creată de J. H. Wyman care a servit și ca producător executiv împreună cu Brad Anderson. În mai 2021, serialul a fost anulat după un sezon de 13 episoade.

## Prezentare
Resturile unei nave spațiale extraterestre au căzut pe Pământ în ultimele șase luni. O echipă internațională de lucru este formată pentru identificarea și adunarea acestor piese, deoarece se constată că au efecte neobișnuite și adesea mortale asupra oamenilor și a împrejurimilor lor. Serialul îi prezintă pe agentul CIA Bryan Beneventi și agentul MI6 Finola Jones, în timp ce urmăresc aceste resturi. Dar există și alții care caută piesele pentru ei înșiși.

## Distribuție și personaje

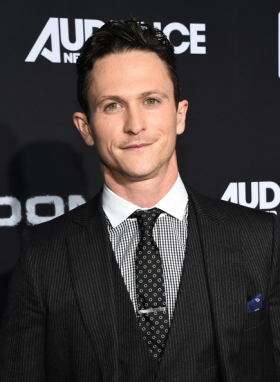
Jonathan Tucker

### Principale
- Jonathan Tucker în rolul lui Bryan Beneventi, agent CIA
- Riann Steele în rolul Finolei Jones, un agent MI6
- Norbert Leo Butz în rolul lui Craig Maddox, un agent al CIA și șeful lui Beneventi
- Scroobius Pip în rolul lui Anson Ash, membru al Influx, un grup extremist care caută să folosească resturile în scopuri necunoscute.

### Secundare
- Anjali Jay ca Priya Ferris,  șefa MI6 a lui Jones
- Gabrielle Ryan în rolul lui Dee Dee,  sora mai mică a lui Jones
- Sebastian Roché ca Brill, un alt agent MI6. Roché joacă, de asemenea, un individ neidentificat care a furat identitatea lui Brill.
- Thomas Cadrot în rolul lui Tom, un membru al echipei Orbital
- Andrea Stefancikova în rolul Irinei, agent secret rus
- Tyrone Benskin în rolul lui George Jones, un om de știință care este tatăl surorilor Finola și Dee Dee
- Armin Karame ca Brandt, tehnician orbital
- Jennifer Copping ca Julia Maddox, soția lui Craig
- Ben Cotton în rolul lui Loeb, membru al Influx